# Rhinolophus macrotis
Rhinolophus macrotis — вид рукокрилих родини Підковикові (Rhinolophidae).

## Поширення
Країни проживання: Бангладеш, Китай, Індія, Індонезія (Суматра), Лаос, Малайзія (півострів Малайзія), М'янма, Непал, Пакистан, Філіппіни, Таїланд, В'єтнам. Записаний від 50 до 1692 м над рівнем моря. Лаштує сідала в покинутих шахтах і печерах в лісах. Політ швидкий і високий; харчується жорсткокрилими і двокрилими.

## Загрози та охорона
Загрозами є вирубка лісів і туризм. З урахуванням широкого ареалу в Південно-Східній Азії, здається ймовірним, що вид є у деяких охоронних територіях.